# 1559
1559 (MDLIX) a fost un an comun al calendarului iulian, care a început într-o zi de duminică.

## Evenimente
- Tratatul Cateau-Cambrésis: Acord care a marcat sfârșitul conflictului de 65 de ani (1494-1559) dintre Franța și Spania pentru controlul Italiei.

## Nașteri
- 21 februarie: Nurhaci, lider manchurian (era Qing), (d. 1626)

## Decese
- 1 ianuarie: Christian al III-lea al Danemarcei și Norvegiei, 55 ani (n. 1503)
- 25 ianuarie: Christian al II-lea al Danemarcei, 77 ani (n. 1481
- 30 martie: Adam Ries, 67 ani, matematician german (n. 1492)
- 25 septembrie: Mircea Ciobanul, domn al Țării Românești (n. ?)